# August Kirsimägi

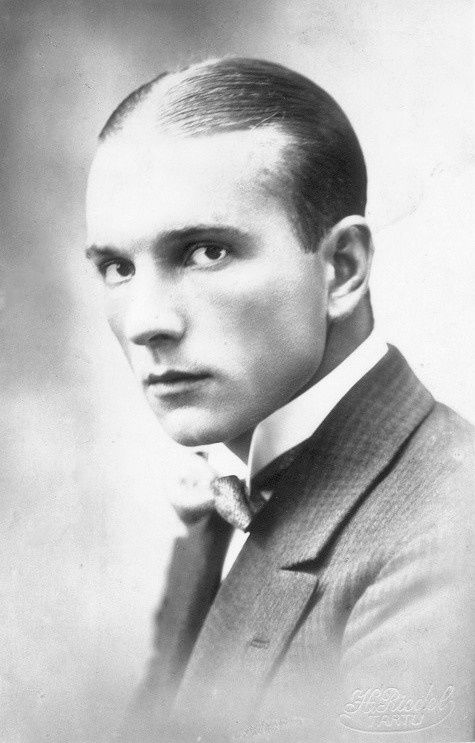
August Kirsimägi, etwa 1928

August Kirsimägi, bis zur Estnisierung seines Namens Adalbert August Kirschenberg (* 21. September 1905 in Vahi, Tartumaa; † 29. August 1933 in Tallinn), war ein estnischer Schriftsteller.

## Leben und Werk
Adalbert Kirschenberg absolvierte 1925 das Hugo-Treffner-Gymnasium in Tartu. Danach studierte er an der Universität Tartu Rechtswissenschaften.
Kirsimägi erregte vor allem mit seinem Erstlingsroman Puhastustuli (deutsch Fegefeuer) großes Aufsehen und fast mystische Berühmtheit. Er schildert darin das ausgelassene Leben des Tartuer Corps-Studenten Ilmar Mõtsalind mit zahlreichen Zechgelagen und erotischen Liebschaften. Kirsimägi selbst war an der Universität Tartu aktives Mitglied der Korporation Sakala. Im Romanwettbewerb der Zeitung Loodus erhielt er 1929 für Puhastustuli den ersten Preis. Kirsimägi selbst hatte das Werk während eines Aufenthalts als Bohemien in Paris geschrieben.
Über seinen Erfolgsroman hinaus veröffentlichte Kirsimägi den Liebesroman Preestri tütar sowie einige Kurzgeschichten.
1933 verbrannte Kirsimägi aus Eifersucht das Manuskript seines neuen Romans und reiste mit einem Revolver in der Tasche nach Tallinn. Dort schoss er auf seinen Nebenbuhler und seine Geliebte. Anschließend richtete er die Waffe gegen sich selbst.
August Kirsimägi ist auch durch den wahrscheinlich ersten Stunt der estnischen Filmgeschichte bekannt. Für den Spielfilm Esimese öö õigus (1925, Regie: Balduin Kusbock) sprang er von der Tartuer Steinbrücke in den Fluss Emajõgi.